# Calendulauda

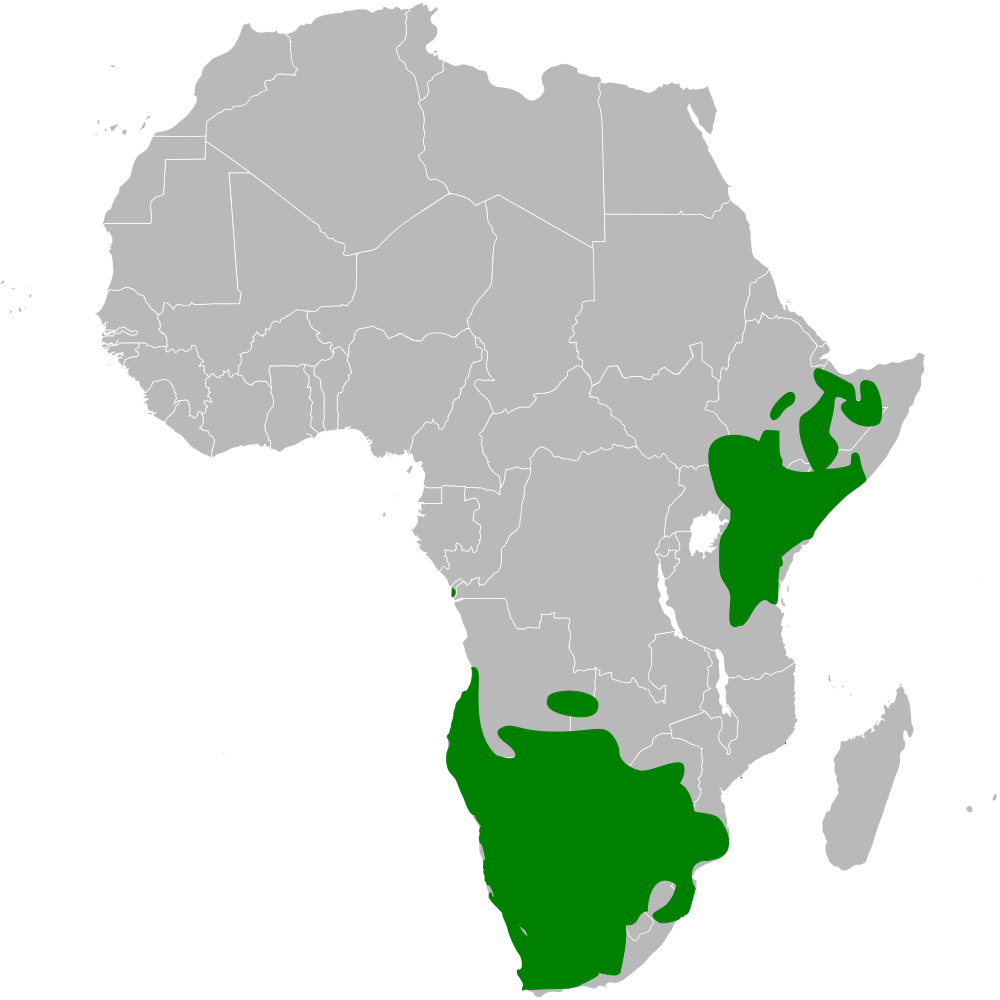
Verbreitungskarte der Gattung Calendulauda

 Calendulauda ist eine Gattung der Lerchen. Eine deutsche Bezeichnung hat sich für diese Gattung bislang nicht eingebürgert. Es werden acht Arten dieser Gattung zugerechnet und alle kommen ausschließlich in Afrika vor.
Die meisten der Arten werden von der IUCN als nicht gefährdet (least concern) eingestuft. Eine Ausnahme stellt die Kalaharilerche dar, die auf Grund von Lebensraumverlust nur noch in einem knapp 1000 Quadratkilometer großen Verbreitungsgebiet vorkommt.
Die Bezeichnung Calendulauda ist eine Kombination zweier anderer Gattungsbezeichnungen aus der Familie der Lerchen: die nicht mehr gebräuchliche Gattungsbezeichnung Calendula sowie Alauda. Alle Arten der Gattung wurden ursprünglich der Gattung Mirafra zugeordnet, andere wurden zwischenzeitlich der Gattung Alauda oder Certhilauda zugeordnet.

## Merkmale
Die Arten der Gattung Calendulauda sind mittelgroße Lerchen. Die Schnäbel sind kräftig und mittellang. Die Nasenlöcher sind mit kleinen Federchen bedeckt. Die Flügel sind lang und deutlich zugespitzt: Die zehnte (innerste) Handschwinge ist klein, aber deutlich sichtbar. Der Schwanz ist kurz bis mittellang. Die Hinterkralle ist nur geringfügig gebogen und etwa so lang wie die Hinterzehe.

## Arten

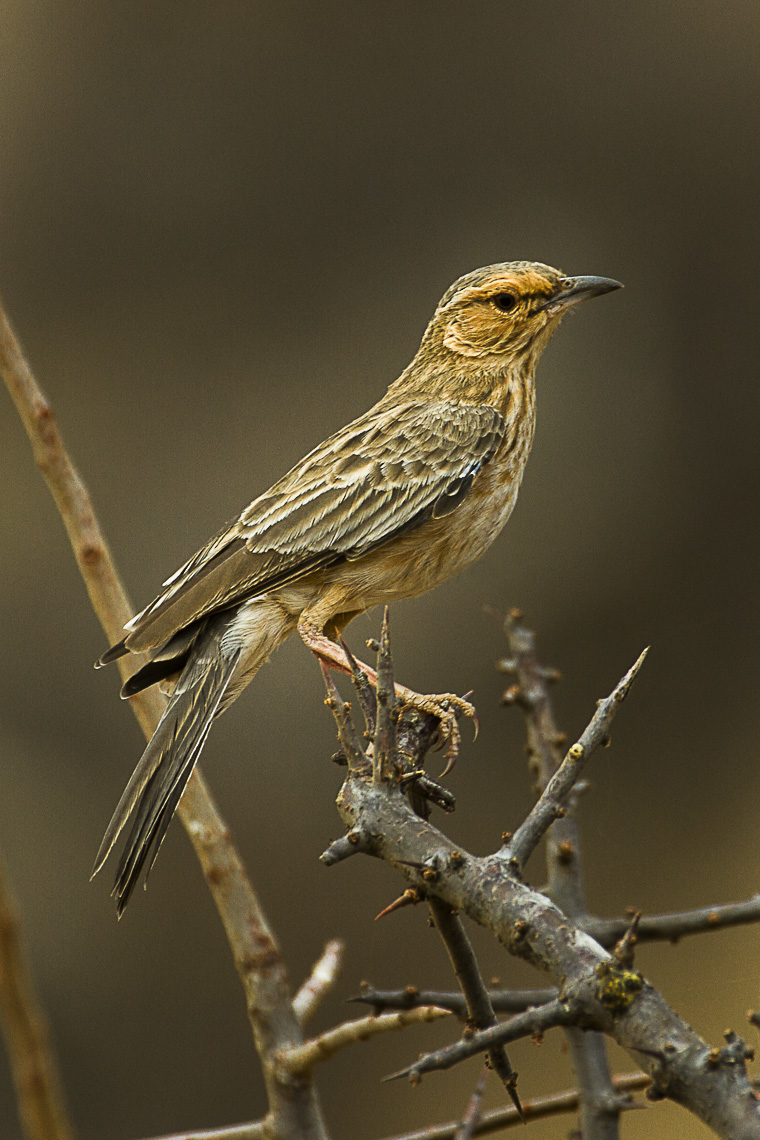
Fahlbrustlerche

Es werden acht Arten unterschieden, von denen für die meisten mehrere Unterarten unterschieden werden:
- Savannenlerche (Calendulauda africanoides (Smith, 1836))
- Sabotalerche (Calendulauda sabota (Smith, 1836))
- Kalaharilerche (Calendulauda burra (Bangs, 1930))
- Barlowlerche (Calendulauda barlowi (Roberts, 1937))
- Fahlbrustlerche (Calendulauda poecilosterna (Reichenow, 1879))
- Rotdünenlerche (Calendulauda erythrochlamys (Strickland, 1853))
- Fuchslerche (Calendulauda alopex (Sharpe, 1890))
- Karoolerche (Calendulaluda albescens (Lafresnaye, 1839))[11]

## Lebensweise
Die Nahrung besteht aus Insekten und Sämereien.
Wie alle Lerchen sind auch die Calendulauda-Arten Bodenbrüter. Nicht alle Arten brüten jährlich. So schreitet die Karoolerche, die in Halbwüsten des südlichen Afrikas vorkommt, beispielsweise in Jahren mit wenig Niederschlag nicht zur Brut. Ähnliches wird für die ebenfalls im Süden Afrikas vorkommende Barlowlerche vermutet.

## Einzelbelege
1. ↑   Handbook of the Birds of the World zur Sabotalerche, aufgerufen am 23. März 2017
2. 1 2  Handbook of the Birds of the World zur Barlowlerche (Memento vom 27. Juli 2021 im Internet Archive), aufgerufen am 26. März 2017
3. ↑  Calendulauda poecilosterna in der Roten Liste gefährdeter Arten der IUCN 2016. Eingestellt von: BirdLife International, 2016. Abgerufen am 8. März 2017.
4. ↑  Calendulauda erythrochlamys in der Roten Liste gefährdeter Arten der IUCN 2016. Eingestellt von: BirdLife International, 2016. Abgerufen am 8. März 2017.
5. ↑  Calendulauda alopex in der Roten Liste gefährdeter Arten der IUCN 2016. Eingestellt von: BirdLife International, 2016. Abgerufen am 9. März 2017.
6. 1 2   Handbook of the Birds of the World zur Karoolerche, aufgerufen am 26. März 2017
7. ↑   Handbook of the Birds of the World zur Kalaharilerche, aufgerufen am 30. August 2021
8. ↑   IUCN zur Kalaharilerche, aufgerufen am 30. August 2021
9. ↑   James A. Jobling: The Helm Dictionary of Scientific Names. Christopher Helm, London, UK 2010, ISBN 978-1-4081-2501-4, S. 397 (englisch).
10. ↑  IOC World Bird List 6.4. In: IOC World Bird List Datasets. doi:10.14344/ioc.ml.6.4 (englisch, worldbirdnames.org).
11. ↑   Avibase zur Karoolerche, aufgerufen am 6. März 2017